# Алойзи Пошва
Алойзи Пошва (зх.-пол. укр. Alojzy Poszwa; нар. 15 жовтня 1901, Поліхно — 5 лютого 1979, Серпці) — польський римо-католицький священник, громадський діяч, доктор соціології Католицького інституту в Парижі. Один з найважливіших дослідників євгеніки в польській католицькій громаді до Другої світової війни, автор книги «Євгеніка в Польщі» де автор розкриває питання з позиції католицького соціального вчення, критик негативної євгеніки. Популяризатор кооперативного руху, у 1946–47 роках голова наглядової ради місцевих споживчих кооперативів «Згода». Парафіяльний священник у Сохоцині (1940—1948), віце-декан Плонська (1945–48), парафіяльний священник і декан Рацьонжу (1948—1979). Папський камергер (1957), домашній прелат Його Святості (1964), почесний канонік (1949), а потім генеральний канонік (1968) колегіальної капітули в Пултуську.

## Життєпис

### Початки
Алойзи Пошва народився 15 жовтня 1901 року в Поліхно поблизу Турека у Великопольщі, старший син Францішека Пошви, сільського шевця, та Юліанни, уродженої Янечек. Його батько багато разів емігрував за кордон, щоб заробити гроші для утримання своєї великої родини — на фабрику на Уралі, а потім до Північної Америки. Він закінчив початкову школу у Владиславові, потім навчався в комерційній гімназії в Туреку (закінчив перші класи), а з 1917 року — у Малій семінарії Плоцької дієцезії при католицькій гімназії Святого Станіслава Костки в Плоцьку, де склав іспит в 1921 році.

### Польсько-більшовицька війна
У липні 1920 року Алойзи Пошва вступив до лав Польської армії (академічний легіон у Рембертові), ініціювавши патріотичне повстання серед 30 кліриків Плоцької нижчої семінарії (старшокласників), та брав участь як медик у польсько-більшовицькій війні. З липня по жовтень 1920 року служив на госпітальному кораблі «Локєтек», перевозячи поранених солдатів до шпиталів на ділянці Варшава-Тчев.

### Вища освіта та подорожі до Франції
У 1921 році Алойзи Пошва почав вивчати філософію та теологію у Вищій семінарії в Плоцьку. Він був висвячений на субдиякона 20 грудня 1924 року, на диякона 11 квітня 1925 року та на священника 30 серпня 1925 року в Попово-над-Бугеєм єпископом Антонієм Юліаном Нововейським. Протягом цього часу він регулярно служив семінаристом у парафіяльній церкві в Козебродах під час свят та канікул, допомагаючи парафіяльному священнику Станіславу Кживковському. Як нововисвячений священник, він розпочав навчання в Католицькому інституті в Парижі в 1925 році, де спочатку отримав ліценціат з теології, а потім докторський ступінь з соціально-політичних наук (в Інституті соціальних досліджень) на основі своєї роботи про польську сільськогосподарську еміграцію у Франції, опублікованої під назвою «Сільськогосподарська еміграція польська у Франції» (1930). У роботі приділяється увага внутрішнім причинам еміграції, способам її обмеження, політичній та економічній ситуації та історичним причинам, що призвели до цієї ситуації (розділи I—III), а також детальний опис польських сільськогосподарських емігрантів у Франції — їхнього правового статусу, методів та масштабів їхнього вербування в наступних великих хвилях еміграції в 1901, 1913 та 1917 роках, їхніх умов праці, соціального та релігійного життя, а також запропоновані рішення для французьких законодавців та місцевої державної адміністрації (розділи IV—VIII). Під час перебування у Франції він був пастором польських робітників-емігрантів у Пікардії від імені Польської католицької місії (в Айї-ле-О-Клоше, Ам'єні, Бушуарі, Комблі, Кресі-ан-Понтьє, Крессі -Оменкурі, Домар-ан- Понтьє, Фрівілі- Ескарботені, Фрамервілі-Ренкурі, Гамаші, Амі, Локурі, Парижі, Пуа, Руазелі, Вроні), тюремним капеланом у департаментах Сени та Ени, а також директором Польської опіки про польських робітників у Франції в департаменті Сомма, де займався питаннями агентств з працевлаштування, благодійною діяльністю та організацією культурного життя. Його робота викликала інтерес і знайшла фінансову підтримку з боку польських дипломатичних місій. Його діяльність також оцінили примаси-кардинали Август Глонд і Стефан Вишинський, а також єпископ Плоцький Тадеуш Павел Закшевський, з якими Пошва співпрацював.

### Повернення до Польщі

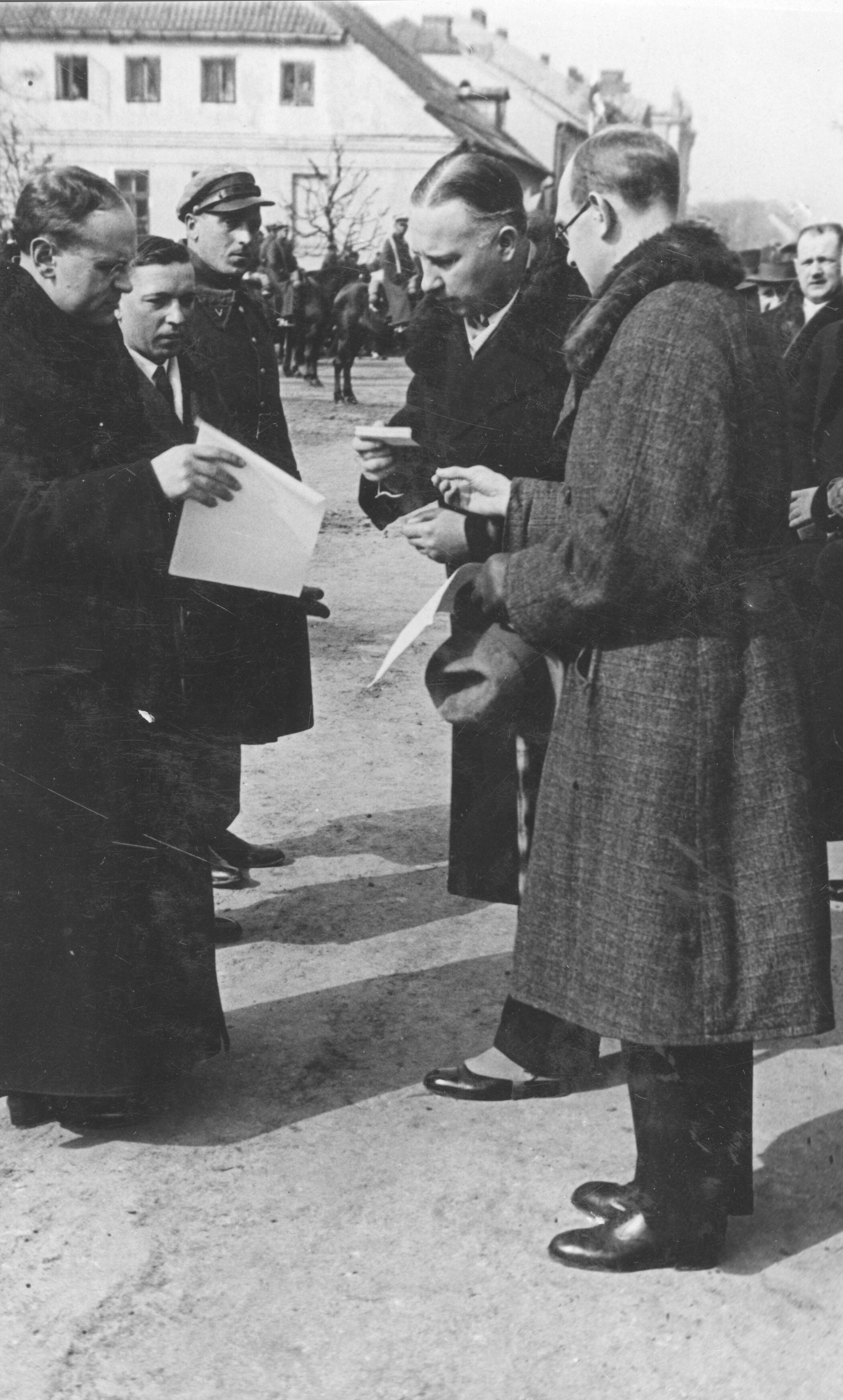
Плоцький староста Владислав Розмариновський (другий праворуч) вручає Золотий Хрест Заслуги Алойзі Пошві (перший ліворуч) у Плоцьку, 19 березня 1935 року.

У 1930 році він став лектором морального богослов'я та соціології (католицького соціального вчення) у Вищій семінарії в Плоцьку, а також викладав етику та літургію. Він також став покровителем плоцького відділення профспілки християнських домашніх працівників ім. Святої Зіти та захисником шлюбних уз в єпископському суді в Плоцьку. У жовтні 1936 року він став гарнізонним капеланом та адміністратором військової парафії в Плоцьку. До війни він був активним у науці та громадській діяльності: читав лекції в Єпархіальному інституті Католицької акції та Вечірньому університеті релігійної освіти (пізніше перейменованому на Інститут вищої релігійної культури), активно брав участь у з'їздах польських богословів та богословських курсах у Плоцьку. З 1931 року він був членом Асоціації теологічних інститутів у Польщі, беручи участь, серед іншого, у конгресах у Познані, Вільнюсі та Ченстохові, сповнених доповідей та дискусій. У 1937 році він був серед волонтерів-засновників, а потім став членом правління Плоцького відділення Асоціації добровольців війни Польської армії; він також входив до редакційної колегії одноденного журналу, що видавався цією асоціацією.

### Друга світова війна
Під час вересневої кампанії 1939 року він брав участь як капелан у боях 8-го Плоцького легкого артилерійського полку під Нажимом, Кенчево, Ланцком, Ґомбіном, Новим Двором Мазовецьким, Легьоново, Мінськом-Мазовецьким, Гарволіном та Ласкажевом. Після розформування підрозділу він повернувся до Плоцька, де викладав у місцевій вищій семінарії до грудня 1939 року. Після виселення семінарії його призначили допомагати хворому парафіяльному священнику в Сохоцині, отцю Юзефу Ґурніцькому; спочатку з 23 січня 1940 року він працював заступником парафіяльного священника, а з 16 березня — парафіяльним священником цієї парафії. Під час війни він кілька каденцій був членом правління Плоцького відділення Польського Білого Хреста, читаючи там лекції.

### Післявоєнний період
Після війни Пошва сподівався повернутися викладачем до вищої семінарії в Плоцьку, але тодішній адміністратор Плоцької дієцезії, отець Станіслав Фігельський, залишив його на посаді в Сохоцині, одночасно призначивши його віцедеканом Плонського деканату (обіймав посаду у 1945—1948 роках). У 1946 році він став єпархіальним директором Місіонерського союзу духовенства. Отець-професор Мечислав Живчинський, який очолював кафедру історії в Люблінському католицькому університеті та раніше був колегою Пошви по семінарії, намагався переконати його розпочати академічну роботу на кафедрі морального богослов'я в Люблінському католицькому університеті, але безуспішно. Пошва перебував парафіяльним священиком і деканом Рацьонжу з 1948 року до своєї смерті в 1979 році. З 1970 року його здоров'я почало погіршуватися. Він помер після тривалої хвороби 5 лютого 1979 року в лікарні в Серпці та був похований через чотири дні на парафіяльному кладовищі в Рацьонжі, згідно з його заповітом. Його пам'ятали як людину «з мудрою головою та гострим словом» (отець Юзеф Госік). Отець Вітольд Банасяк відмічав у небіжчика «елегантність, спокій, порядок, точність дій та зосередженість біля вівтаря чи під час читання требника в садовій алеї» та зазначав, що Пошва «дбав про міцні та бездоганно білі манжети, курив цигарки, грав у бридж, а за вечерею — за французьким звичаєм — випивав келих столового вина».

## Нагороди та відзнаки
У 1934 році президент Ігнацій Мосцицький нагородив його Золотим Хрестом Заслуги за роботу для польської діаспори — церемонія нагородження відбулася 19 березня 1935 року. Він також отримав пам'ятні знаки 4-го кінно-стрілецького полку Ленчицького регіону (29 травня 1938 року) та 8-го Плоцького легкоартилерійського полку від генерала Юліуша Реммеля.
Пошва був почесним каноніком (з 1949 року), а потім генеральним каноніком (з 1968 року) колегіальної капітули в Пултуську. У 1957 році йому було надане почесне звання папського камергера, а в 1964 році — домашнього прелата Його Святості.

## В культурі
Алойзи Пошва — один із персонажів драми Богдана Урбанковського «Легенда двадцятого року» (пол. Legenda roku dwudziestego).

## Публікації
- Alojzy Poszwa: L'émigration polonaise agricole en France. Paris: Gebethner & Wolff, 1930, s. 215.
- Alojzy Poszwa. Emigracja polska rolna we Francji. „Przegląd Powszechny”. T. 192 (48), s. 51–70, 213–226, 1931.
- Alojzy Poszwa. Dążenia eugenistów polskich w świetle katolickich zasad moralnych. „Ateneum Kapłańskie”. T. 30 R. 18 (Z. 5), s. 433–445, 1932.
- Alojzy Poszwa: Zamartwica; Zatajenie. W: Encyklopedia kościelna. T. 33. Włocławek: 1933, s. 23–29, 133–135.
- Alojzy Poszwa. Kodyfikacja polskiego prawa małżeńskiego. „Miesięcznik Pasterski Płocki”. R. 30 (nr 6–11), s. 270–275, 317–320, 358–364, 410–413, 461–464, 512–515, 1935. Płock.
- Alojzy Poszwa. Regulacja urodzeń a moralność katolicka. „Ateneum Kapłańskie”. R. 21 T. 36 (Z. 2–3), s. 171–188, 280–292, 1935. (Z. 2, 3)
- Alojzy Poszwa. Uzgodnienie i podział zagadnień moralnych między poszczególnemi wykładami w seminarjach. „Pamiętnik Siódmego Zjazdu w Wilnie 19.IV–21.IV.1933”, s. 86–104, 1934 (właśc. 1936). Wilno: Związek Zakładów Teologicznych w Polsce pod wezwaniem św. Jana Kantego.
- Alojzy Poszwa. Wykorzystanie encyklik społecznych w seminaryjnych wykładach. „Pamiętnik Siódmego Zjazdu w Wilnie 19.IV–21.IV.1933”, s. 353–365, 1934 (właśc. 1936). Wilno: Związek Zakładów Teologicznych w Polsce pod wezwaniem św. Jana Kantego.
- Alojzy Poszwa. Katolicy a ruch spółdzielczy. „Głos Mazowiecki”. nr 131 (R. 4), s. 3, 1936.
- Alojzy Poszwa. Polski projekt ustawy o poradnictwie przedślubnym a moralność katolicka. „Ateneum Kapłańskie”. R. 22 T. 38 (Z. 2), s. 138–156, 1936.
- Alojzy Poszwa. Polski projekt ustawy o eugenicznym poradnictwie przedślubnym a moralność katolicka. „Pamiętnik ósmego zjazdu w Częstochowie”, s. 117–139, 1937. Kraków.
- Alojzy Poszwa. Ze wspomnień kleryka-ochotnika. „Jednodniówka Związku Ochotników Wojennych W.P. Oddział w Płocku”, s. 54–57, 1937. Płock.
- Alojzy Poszwa. Porządek nabożeństwa i procesji Bożego Ciała w Bazylice Katedralnej. (Komunikat Mistrza Ceremonii Bazyliki Katedralnej). „Głos Mazowiecki”. nr 119 (R. 5), s. 4, 1937.
- Alojzy Poszwa: Ku nowemu ustrojowi. Płock: Diecezjalny Instytut Akcji Katolickiej, 1938, s. 18.
- Alojzy Poszwa: Eugenika w Polsce. Płock: 1938, s. 89.
- Alojzy Poszwa. Porządek nabożeństwa i katedralnej procesji Bożego Ciała (Komunikat Mistrza Ceremonii Bazyliki Katedralnej). „Głos Mazowiecki”. nr 135A (R. 6), s. 1, 1938.
- Alojzy Poszwa. Małżeństwo i rodzina w uchwałach Synodu Plenarnego. „Posłannictwo katolicyzmu polskiego w świetle uchwał I Synodu Plenarnego. Pamiętnik IV Studium Katolickiego w Katowicach 5.–10.IX.1938”, s. 20, 1939. Poznań.
- Alojzy Poszwa. Porządek nabożeństwa i katedralnej procesji Bożego Ciała. Komunikat katedralnego Mistrza Ceremonii. Odezwa Prokuratora Bazyliki Katedralnej. „Głos Mazowiecki”. nr 129 (R. 7), s. 1, 1939.
- Alojzy Poszwa. Związek Misyjny Duchowieństwa. „Miesięcznik Pasterski Płocki”. Z. 41 (3–4), s. 89–90, 1947.
- Alojzy Poszwa. W sprawie Związku Misyjnego Duchowieństwa. „Miesięcznik Pasterski Płocki”. Z. 42 (2–3), s. 62–63, 1948.
- Alojzy Poszwa. Dlaczego nie wszyscy?. „Miesięcznik Pasterski Płocki”. Z. 43 (5–6), s. 196–197, 1949.
- Alojzy Poszwa, Michał Marian Grzybowski (wyd.). Kronika parafii Sochocin z lat 1939–1948. „Mazowieckie Studia Kościelne”, s. 143–190, 1990. Płock.